# Piñeiros (Puebla del Brollón)
Piñeiros es una aldea española situada en la parroquia de Castroncelos, del municipio de Puebla del Brollón, en la provincia de Lugo, Galicia.

## Geografía
Se encuentra a una altitud de 440 m sobre el nivel del mar.

## Demografía
| Gráfica de evolución demográfica de Piñeiros entre 2000 y 2019 |
|                                                                |
| Datos según el nomenclátor publicado por el INE.               |